# Turistická značená trasa 3903

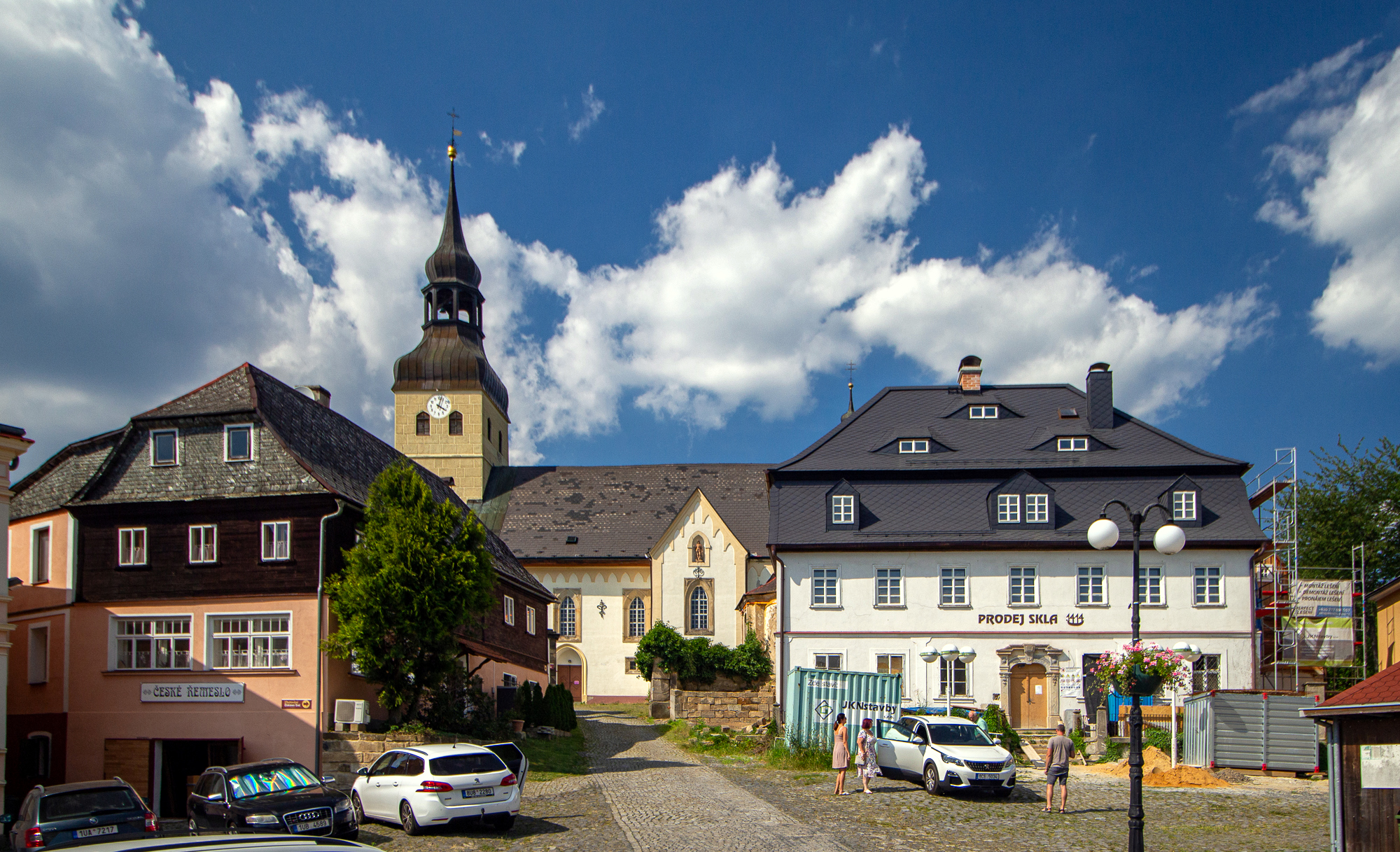
Chřibská je od startu 4 km

Turistická značená trasa 3903 je zeleně vyznačená trasa KČT pro pěší turisty vedoucí z Rybniště v okrese Děčín k Panské skále u Práchně na Českolipsku a poté se vrací do okresu Děčín, do České Kamenice. Je dlouhá 31 km a v terénu Lužických hor je členitá.

## Popis trasy z Rybniště na Panskou skálu
Trasa začíná u vlakového nádraží Rybniště na rozcestníku sdíleném společně s trasou červenou. Odtud zprvu společně přetínají silnici z Rybniště do Doubice a dál sestupuje do kolem hřbitova do Chřibské (4 km od startu). Za Chřibskou cesta vede dále kolem Kamzičího (bývalý Chřibský vrch) vrchu (623 m n. m. – 6,5 km od startu), kam vede vyznačená odbočka. Poté následuje rozcestí Krásný buk, kde se kříží zelená se žlutou trasou a mezinárodní trasou E3.
Pak pokračuje úbočím kopce Javor (693 m n. m.), sestupuje osadou Mlýny (14 km), překoná tok řeky Kamenice a dostává se do obce Horní Prysk. Z Prysku pokračuje ke Kamenickému Šenovu a Varhanům v sousedství obce Prácheň, tj. státem chráněné Panské skále.(20,5 km) Pod Panskou skálou je rozcestník, lze odtud jít po modré č. 1673 z Nového Boru do České Lípy, nebo na žlutou z Chřibské do Žandova.

## Z Panské skály do České Kamenice

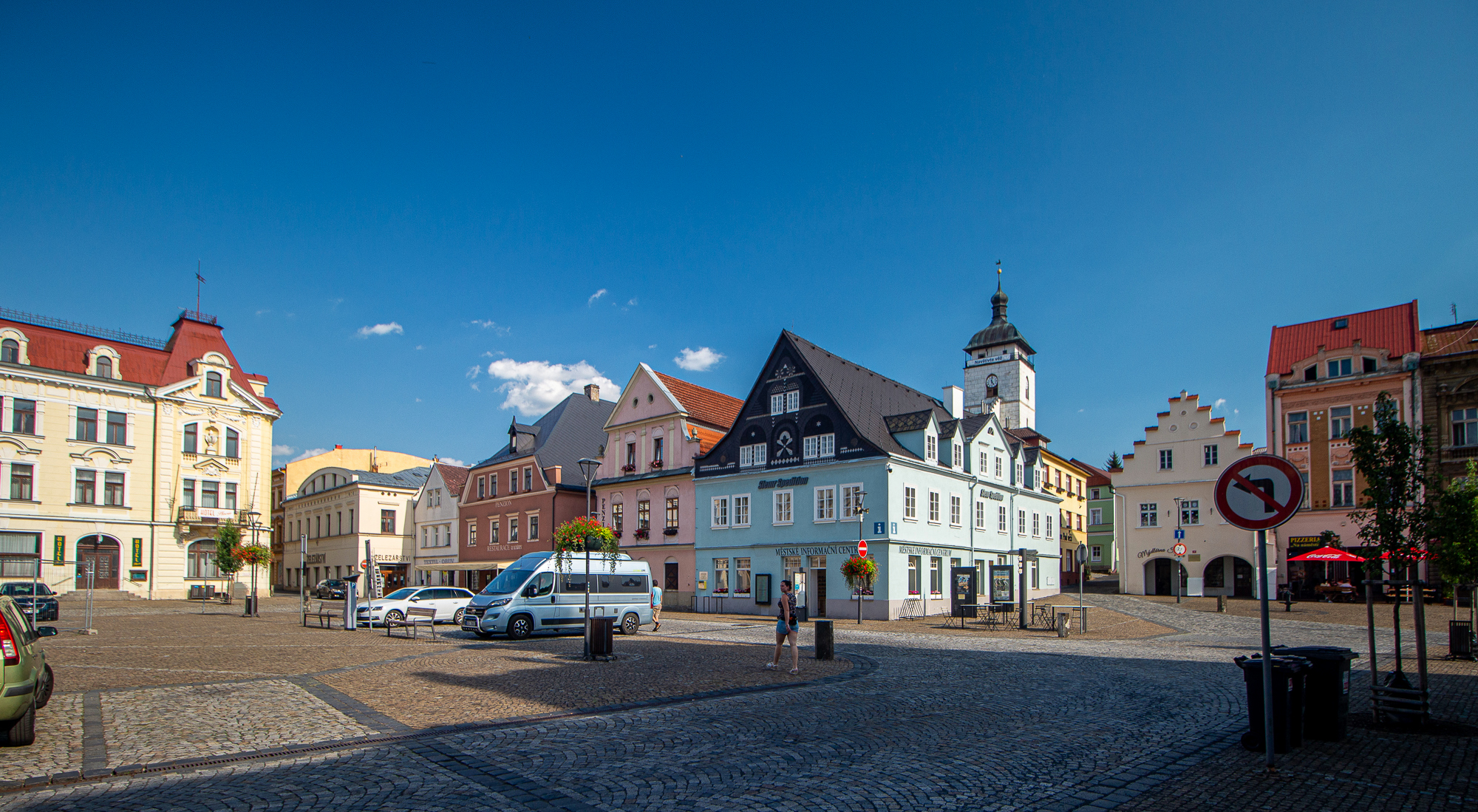
Cíl je v České Kamenici

Od rozcestníku pod Varhanami ze zelená vrací přes bývalé horní nádraží v Kamenickém Šenově, odtud pokračuje přes pole k Zámeckému vrchu se zříceninou hradu (541 m n. m.), kam je vyznačená vrcholovou trojúhelníkovou značkou odbočka. Po jeho úpatí trasa sestupuje k silnici z Děčína do Chřibské a pak, po 31 km od startu k rozcestníku na náměstí v České Kamenici. 
Procházené území patří do povodí řeky Kamenice, administrativně do okresu Česká Lípa, Libereckého kraje a okresu Děčín v Ústeckém kraji. Z hlediska horopisu je vedena podhůřím Lužických hor, severovýchodním okrajem Českého středohoří. Vzdušnou čarou je od startu do cíle 11,32 km.

## Značení
Trasa byla vyznačena pásovým značením Klubu českých turistů, na koncích i během trasy směrovkami s vyznačením vzdálenosti v kilometrech. Rozcestníky po trase byly doplněny tabulkou hlavního sponzora značení Lesy České republiky.

## Veřejná doprava
Na začátku trasy je železniční stanice Rybniště, kde se stýkají tratě 085 z Rybniště na Varnsdorf a Trať 081 z České Lípy na Rumburk. Druhá z tratí má zastávky na několika místech zelené trasy (Chřibská, Mlýny, Česká Kamenice). Do všech městeček a obcí na trase zajíždí autobusová doprava.

## Souřadnice
- Začátek trasy v Rybništi: 50°52′55″ s. š., 14°30′34″ v. d.
- Konec trasy v České Kamenici: 50°47′57″ s. š., 14°25′1″ v. d.